# Fenway Studios
Fenway Studios — художественная студия с мастерскими художников, находящаяся в Бостоне, штат Массачусетс, США.

## История
Студия расположена на Ипсвич-стрит, 30. Мастерские были построены здесь после разрушительного пожара 1904 года в Harcourt Studios, когда многие художники лишились своих домов, студий, а также работы. Бизнес-сообщество и гражданские лидеры города быстро приобрели участок, наняли архитекторов, и началось строительство новой студии. Архитекторы компании Parker & Thomas разработали проект студии с 46 помещениями (мастерскими), с 14-футовыми потолками, 12-футовыми окнами и каминами в каждой студии. Экстерьер здания был отделан из клинкерного кирпича в декоративно-прикладном стиле. В 1905 году здание было готово и в 1906 году в него начали вселяться художники. 
В студии работали и преподавали многие американские художники, включая Лилу Перри, Лилиан Хейл, Джорджа Нойеса, Уильяма Пэкстона, Эдмунда Тарбелла, Мэри Титкомб.
В 1998 году здание было объявлено Национальным историческим памятником США, оно используется по назначению и в настоящее время.
Здание раз в год открыто для посещения общественностью и этот день называется Open Studios.